# Bruno Dugoni
Bruno Dugoni (Modena, Italia, 30 de marzo de 1905 † 1942) fue un futbolista italiano. Se desempeñaba en posición de centrocampista.

## Selección nacional
Fue internacional con la Selección de fútbol de Italia en cuatro ocasiones entre 1925 y 1932.

## Clubes
| Club   | País   | Año         |
| ------ | ------ | ----------- |
| Modena | Italia | 1922 - 1932 |
| Roma   | Italia | 1932 - 1934 |
| Modena | Italia | 1934 - 1939 |
| Rimini | Italia | 1940 - 1941 |

## Palmarés

### Campeonatos nacionales
| Título  | Club   | País   | Año     |
| ------- | ------ | ------ | ------- |
| Serie B | Modena | Italia | 1938/39 |